# Гавриловка (Бала-Четырманский сельсовет)
Про другой населённый пункт Фёдоровского района Гавриловка см. Гавриловка (Фёдоровский сельсовет)
Гаври́ловка (баш. Гавриловка) — село в Фёдоровском районе Республики Башкортостан Российской Федерации. Входит в состав Бала-Четырманского сельсовета.

## География

### Географическое положение
Расстояние до:
- районного центра (Фёдоровка): 38 км,
- центра сельсовета (Бала-Четырман): 15 км,
- ближайшей ж/д станции (Мелеуз): 57 км.

## Население
| 2002 | 2009 | 2010 |
| ---- | ---- | ---- |
| 214  | →214 | ↗240 |

Национальный состав
Согласно переписи 2002 года, преобладающие национальности — русские (40 %), башкиры (32 %).